# Корчовий
Корчовий (пол. Korczowy) — гірський потік в Україні, у Богородчанському районі Івано-Франківської області. Лівий доплив Бистриці Солотвинської, (басейн Дністра).

## Опис
Довжина потоку 5 км, найкоротша відстань між витоком і гирлом — 4,86  км, коефіцієнт звивистості потоку — 1,03 . Потік тече у Східних Карпатах на Гуцульщині.

## Розташування
Бере початок між селами Дзвиняч та Глибівка. Тече на північний схід понад безіменною горою (403 м) і у селі Підгір'я впадає у річку Бистрицю Солотвинську, ліву притоку Бистриці.

## Цікавий факт
- У селі Підгір'я потік перетинає автошлях Р38[3].